# Château de Pirmil
Pour les articles homonymes, voir Pirmil (homonymie).
Le château de Pirmil, dit également forteresse de Pirmil, Tour de Pirmil et anciennement dit Chastel Bouchart, est un ancien château aujourd'hui disparu construit à Nantes (actuel quartier Nantes Sud) en 1364 ou 1365 par l'amiral Nicolas Bouchart pour le compte du duc Jean IV. Il assurait la défense de l'extrémité Sud du pont de Pirmil, un des ouvrages de la seule « ligne de ponts » qui, à l'époque, permettait de traverser facilement la Loire entre Nantes et la rive gauche du fleuve. Cette « ligne de ponts » était par ailleurs le dernier franchissement en aval de la Loire avant son estuaire.

## Description
Le château a la forme d'un quadrilatère irrégulier composé de trois tours reliées entre elles par des courtines surmontées d'un chemin de ronde à créneaux et mâchicoulis, d'un corps de bâtiment et d'une grande cour.
Le côté nord, dont le pied baigne directement en Loire, accueille la tour du Duc dite également tour de Loire. C'est la plus grosse tour du château, elle est cylindrique et est construite directement sur la tête du pont, de façon à en contrôler parfaitement l'accès.
La tour du Duc est reliée à la tour dite « de Sèvre » par une courtine percée d'une poterne s'ouvrant sur le fleuve. Cette tour est située à l'Ouest et domine la rivière de Sèvre. La courtine occidentale était en outre protégée par un ouvrage avancé percé de cinq grands créneaux.
C'est sur le front sud, tourné vers la terre, que se trouve l'entrée principale du château : un grand bâtiment formant châtelet d'entrée. Au rez-de-chaussée de ce bâtiment, on trouvait les corps de garde, les cuisines et les prisons. Au premier étage étaient les appartements du capitaine, et aux étages supérieurs, les logements des gardes.
L'enceinte du château est fermée à l'est par la tour dite « de l'Amiral », qui rejoint la tour principale par une courtine.
L'ensemble de l'enceinte est protégée par de larges douves.

## Étymologie
Le château de Pirmil tire son nom du faubourg de Pirmil, actuellement quartier Saint-Jacques. 
Pirmil, anciennement Pilmil, viendrait du latin Pila milliaria, qui désigne une borne milliaire romaine.

## Historique
Le château est construit à la fin de la guerre de Succession de Bretagne sur l'ordre du duc de Bretagne Jean IV, afin de protéger l'extrémité Sud du pont de Pirmil, et ainsi mettre la ville de Nantes à l'abri d'un éventuel assaut par la rive gauche de la Loire.
Le château de Pirmil est pris plusieurs fois par les français, notamment en 1372 quand Jean IV permet à ses alliés anglais de débarquer à Saint-Malo. La forteresse est prise par Bertrand Du Guesclin en même temps que le château de la Tour neuve. Il en confie la garde à Olivier de Clisson.
Pirmil ne sera rendu au duc qu'en 1382, en application du second traité de Guérande qui consacre la neutralité de la Bretagne dans la guerre qui oppose France et Angleterre. Une cérémonie de remise des clés de la forteresse au Duc Jean IV a lieu le 23 juin 1382.
La forteresse a de nouveau été prise quelques années plus tard par les français, puis à nouveau rendue le 25 juin 1387.
Lors de la guerre folle en 1487, les troupes françaises dirigées par Gilles de Bourbon tentent en vain de prendre le château.
Avec l'Union de la Bretagne à la France en 1532, le château de Pirmil perd son caractère stratégique.
Il est démantelé en 1626, sur la demande des États de Bretagne, afin de faciliter l'accès au pont.
En 1793, avant la bataille de Nantes, le château, alors désaffecté, est partiellement fortifié pour servir de point d'appui au républicains défendant la ville, commandés par le général Jean-Michel Beysser tandis qu'une forteresse provisoire en bois, avec pont-levis, est établie au niveau du pont de Pont-Rousseau. Ce dispositif vise à contenir les armées vendéennes de Charette, arrivant rive gauche de la Sèvre, et de François Lyrot, arrivant rive droite. Le 29 juin 1793 à 2 h, un bombardement annonce le début du combat. La batterie républicaine est placée dans la « prairie Orillard », le long de la rue Dos-d'Âne, dont les habitations sont détruites par les canons vendéens installés dans le haut du quartier Pont-Rousseau, ou par les incendies provoqués par les combats. Lyrot tente de prendre le château de Pirmil par Saint-Jacques. Après avoir pilonné les positions républicaines avec ses canons, il fait charger sa troupe pour un corps à corps dont les républicains sortent vainqueurs. Les troupes bleues, provenant des Côtes-du-Nord et d'Indre-et-Loire, repoussent les assaillants vers la route de Clisson. Charette continue de bombarder Pirmil jusqu'au 30 juin à 6 heures, avant de décrocher vers le sud. Cet assaut contre Pirmil n'était destiné qu'à affaiblir les effectifs républicains au nord de la ville, où porte le gros de l'effort des insurgés, conduits par Jacques Cathelineau. Le pont de Pirmil n'est pas pris, ce qui empêche la jonction des armées séparées par la Loire. Le siège se solde par un échec vendéen.
Les derniers vestiges du château disparurent en 1839, quand fut élargie la place Pirmil.

## Les capitaines du château de Pirmil
Partie intégrante des ouvrages de défense de Nantes, le château de Pirmil est dès son origine confié à la garde d'un capitaine placé directement sous le commandement du gouverneur de Nantes.
Sont connus les capitaines suivant :
- 1365 - ? : Nicolas Bouchart, Amiral de Bretagne et constructeur du château
- ? - ? : M. de la Barde
- 1402 - 1423 : Jean de Langle, Pannetier du Duc de Bretagne
- 1423 - ? : Guillaume de Grand-Bois, maréchal de salle du Duc de Bretagne
- ? - ? : Charles l'Enfant
- 1457 - ? : Olivier le Roux, trésorier-receveur général de Bretagne
- ? - 1516 : Jean-Charles Guesdon
- ? - vers 1560 : Jean de la Tour
- vers 1560 - ? : François de Daillon
- vers 1568 - 1580 : M. de la Chartebouchère
- 1580 - ? : Louis Thorres de Gâtines
- 1598 - 1616 : Hercule de Rohan-Montbazon, lieutenant-général en Bretagne, grand veneur et pair de France.

Après le démantèlement du château en 1626, la charge de capitaine de Pirmil est confondue avec celle de gouverneur de Nantes ; la charge demeure mais n'est plus qu'honorifique.
- 1616 - 1632 : Henry de Rochefort de Montbazon, fils du précédent
- 1632 - 1643 : Charles de la Porte, lieutenant-général en Bretagne, grand maître de l'artillerie de France
- 1643 - ? : Armand-Charles de La Porte, duc de Rethelois, de la Meilleraye et de Mayenne, fils du précédent
- 1665 - ? : Sébastien de Rosmadec, marquis de Molac
- 1700 - 1702 : Sébastien de Rosmadec, fils du précédent
- 1702 - 1707 : Jean II d'Estrées, duc d'Estrées, pair de France, maréchal de France
- 1707 - 1716 : Victor Marie d'Estrées, comte d'Estrées, fils du précédent
- 1716 - 1718 : Pierre de Montesquiou d'Artagnan
- 1718 - 1721 : M. de La Ferronays
- 1721 - 1738 : M. Danuaux, lieutenant-colonel
- 1738 - 1789 : Louis de Brancas, marquis de Céreste, maréchal de France
- 1789 : Louis-Paul de Céreste de Brancas, marquis de Brancas, fils du précédent